# Aspilatopsis johnstonei
Aspilatopsis johnstonei är en fjärilsart som beskrevs av Louis Beethoven Prout 1938. Aspilatopsis johnstonei ingår i släktet Aspilatopsis och familjen mätare. Inga underarter finns listade i Catalogue of Life.